# Sei Nazioni 2007
Il Sei Nazioni 2007 (in inglese 2007 Six Nations Championship; in francese Tournoi des Six Nations 2007; in gallese Pencampwriaeth y Chwe Gwlad 2007) fu l'8ª edizione del torneo annuale di rugby a 15 tra le squadre nazionali di Francia, Galles, Inghilterra, Irlanda, Italia e Scozia, nonché la 113ª in assoluto considerando anche le edizioni dell'Home Nations Championship e del Cinque Nazioni.
Noto per motivi di sponsorizzazione come 2007 RBS Six Nations Championship a seguito di accordo di partnership commerciale con la Royal Bank of Scotland, si tenne dal 3 febbraio al 17 marzo 2007.
In tale edizione di torneo fu inaugurato un nuovo premio accessorio, il trofeo Giuseppe Garibaldi, ideato congiuntamente dalle federazioni italiana e francese e messo in palio tra le rispettive compagini in occasione dell'incontro del Sei Nazioni; il trofeo fu realizzato da Jean-Pierre Rives, in passato capitano della nazionale francese e successivamente scultore.
Fu la Francia ad aggiudicarsi la prima messa in palio di tale riconoscimento, grazie alla vittoria a Roma per 39-3.
Il valore delle marcature, come stabilito dall’IRFB nel 1992, era: 5 punti per ciascuna meta (7 se trasformata), 3 punti per la realizzazione di ciascun calcio piazzato, idem per il drop.

## Avvenimenti
L'Italia conseguì il miglior risultato delle sue prime otto partecipazioni: il quarto posto finale, due vittorie nello stesso anno (una delle quali, in Scozia, la prima di sempre in trasferta nel torneo, e l'altra contro il Galles allo Stadio Flaminio) e la possibilità matematica fino all'ultima giornata di vincere il titolo.
A decidere tale edizione del torneo, infatti, furono le gare della quinta giornata, che alla vigilia vedeva Francia, Irlanda e Inghilterra allineate in testa a 6 punti con una differenza fatti/subiti rispettivamente di +42, +38 e +15; l'Italia, dietro le prime tre, era quarta con 4 punti e una differenza di -26.
Sia pure, quindi, in via puramente teorica – stante la necessità per gli Azzurri di battere l'Irlanda nell'ultima partita con almeno 68 punti di scarto e fatta comunque salva la contemporanea sconfitta di Francia e Inghilterra – l'Italia aveva la prospettiva, mai verificatasi in precedenza, di competere per il titolo all'ultima giornata.
In realtà gli Azzurri furono comunque arbitri della vittoria finale, perché la vittoria 51-24 dell'Irlanda allo stadio Flaminio si rivelò insufficiente: in vantaggio all'80' per 51-17, gli irlandesi tennero la palla in gioco per incrementare il vantaggio terminando per subìre la meta di Roland de Marigny; visto il risultato della Francia, che vinse con lo stesso scarto contro la Scozia (46-19), la meta incassata a opera di de Marigny fu decisiva per la vittoria finale francese.
Fu la seconda volta consecutiva che il torneo fu deciso per differenza punti fatti/subiti; più in generale, si trattò della terza edizione del Sei Nazioni decisa con tale discriminante e la sesta in assoluto dal 1994, anno dell'abolizione delle vittorie condivise.
Ininfluente o quasi la partita dell'Inghilterra (a quel punto bisognosa di una vittoria con 57 punti di scarto), che perse a Cardiff contro un Galles che non aveva più nulla da chiedere al torneo che non evitare il whitewash, essendo senza vittorie fino ad allora.

## Nazionali partecipanti e sedi
| Squadra     | Città       | Impianto interno   |
| ----------- | ----------- | ------------------ |
| Francia     | Saint-Denis | Stade de France    |
| Galles      | Cardiff     | Millennium Stadium |
| Inghilterra | Londra      | Twickenham         |
| Irlanda     | Dublino     | Croke Park         |
| Italia      | Roma        | Stadio Flaminio    |
| Scozia      | Edimburgo   | Murrayfield        |

## Calendario e risultati

### 1ª giornata
| Arbitro: | Wayne Barnes |

|         |      |                                                      |
|         | mt   | 23’ Dominici 30’ Heymans 40’, 44’ Chabal 63’ Jauzion |
|         | tr   | 23’, 30’, 44’, 63’ Skrela                            |
| Pez 36’ | c.p. | 13’ Skrela 72’ Beauxis                               |

| Arbitro: | Marius Jonker |

|                                          |      |                         |
| Robinson 37’, 55’ Wilkinson 59’ Lund 72’ | mt   | 25’ S. Taylor 77’ Dewey |
| Wilkinson 55’, 59’                       | tr   | 25’, 77’ Paterson       |
| Wilkinson 11’, 29’, 31’, 49’, 53’        | c.p. | 18’, 43’ Paterson       |
| Wilkinson 19’                            | drop |                         |

| Arbitro: | Kelvin Deaker |

|                       |      |                                         |
|                       | mt   | 1’ R. Best 33’ B. O’Driscoll 71’ O’Gara |
|                       | tr   | 33’, 71’ O’Gara                         |
| S. Jones 9’, 19’, 25’ | c.p. |                                         |

### 2ª giornata
| Arbitro: | Nigel Owens |

|                                  |      |                |
| J. Robinson 39’                  | mt   | 65’ Scanavacca |
|                                  | tr   | 65’ Scanavacca |
| Wilkinson 3’, 15’, 25’, 56’, 75’ | c.p. |                |

| Arbitro: | Alan Lewis |

|                                           |      |                        |
| Paterson 6’, 19’, 37’, 48’, 52’, 58’, 79’ | c.p. | 24’, 40’, 54’ S. Jones |

| Arbitro: | Steve Walsh |

|                           |      |                        |
| O’Gara 31’                | mt   | 14’ Ibañez 79’ Clerc   |
|                           | tr   | 14’ Skrela 79’ Beauxis |
| O’Gara 12’, 24’, 56’, 78’ | c.p. | 4’, 9’ Skrela          |

### 3ª giornata
| Arbitro: | Donal Courtney |

|                        |      |                                                            |
| Dewey 13’ Paterson 61’ | mt   | 1’ Mauro Bergamasco 4’ Scanavacca 7’ Robertson 75’ Troncon |
| Paterson 13’, 61’      | tr   | 1’, 4’, 7’, 75’ Scanavacca                                 |
| Paterson 40’           | c.p. | 19’, 66’, 71’ Scanavacca                                   |

| Arbitro: | Joël Jutge |

|                                             |      |                   |
| Dempsey 30’ Wallace 38’ Horgan 65’ Boss 78’ | mt   | 48’ Strettle      |
| O'Gara 30’, 38’, 65’, 78’                   | tr   | 48’ Wilkinson     |
| O'Gara 6’, 20’, 26’, 43’, 57’               | c.p. | 3’, 56’ Wilkinson |

| Arbitro: | Tony Spreadbury |

|                                            |      |                                           |
| Dominici 28’ Nallet 34’                    | mt   | 13’ Popham 15’ Shanklin 74’ J.P. Robinson |
| Skrela 28’, 34’                            | tr   | 13’, 15’, 74’ S. Jones                    |
| Skrela 11’, 18’, 38’, 46’, 52’ Beauxis 80’ | c.p. |                                           |

### 4ª giornata
| Arbitro: | Dave Pearson |

|                                       |      |                          |
|                                       | mt   | 30’ O’Gara               |
|                                       | tr   | 30’ O’Gara               |
| Paterson 17’, 36’, 40’, 51’, 61’, 66’ | c.p. | 9’, 38’, 68’, 70’ O’Gara |

| Arbitro: | Chris White |

|                                    |      |                          |
| Robertson 37’ Mauro Bergamasco 78’ | mt   | 27’ S. Williams 45’ Rees |
| Pez 37’, 78’                       | tr   | 27’ S. Jones 45’ Hook    |
| Pez 12’, 20’, 73’                  | c.p. | 44’, 54’ Hook            |

| Arbitro: | Jonathan Kaplan |

|                                 |      |                                               |
| Flood 48’ Tindall 73’           | mt   |                                               |
| Flood 48’ Geraghty 73’          | tr   |                                               |
| Flood 8’, 31’, 35’ Geraghty 68’ | c.p. | 4’, 15’, 21’ Skrela 34’, 52’, 59’ D. Yachvili |

### 5ª giornata
| Arbitro: | Jonathan Kaplan |

|                                |      |                                                                                   |
| Bortolami 75’ de Marigny 80+3’ | mt   | 17’, 46’ Dempsey 24’ S. Easterby 40’ D’Arcy 53’ Horgan 57’, 78’ Hickie 62’ O’Gara |
| Scanavacca 80+3’               | tr   | 40’, 46’, 57’, 62’ O’Gara                                                         |
| Pez 15’, 29’                   | c.p. | 7’ O’Gara                                                                         |
| Pez 12’, 32’                   | drop |                                                                                   |

| Arbitro: | Craig Joubert |

|                                                                                |      |                                    |
| Harinordoquy 29’ Jauzion 33’ Marty 52’ Heymans 59’ Milloud 62’ Vermeulen 80+1’ | mt   | 7’ Walker 40’ S. Lamont 76’ Murray |
| Beauxis 29’, 33’, 52’, 62’, 80+1’                                              | tr   | 7’, 40’ Paterson                   |
| Beauxis 18’, 37’                                                               | c.p. |                                    |

| Arbitro: | Alain Rolland |

|                         |      |                           |
| Hook 3’ Horsman 13’     | mt   | 32’ Ellis 40’ J. Robinson |
| Hook 3’                 | tr   | 32’ Flood                 |
| Hook 11’, 39’, 64’, 74’ | c.p. | 46’ Flood                 |
| Hook 68’                | drop | 35’ Flood                 |

## Classifica
| Pos | Squadra     | G | V | N | P | PF  | PS  | DP  | Pt |
| --- | ----------- | - | - | - | - | --- | --- | --- | -- |
| 1   | Francia     | 5 | 4 | 0 | 1 | 155 | 86  | +69 | 8  |
| 2   | Irlanda     | 5 | 4 | 0 | 1 | 149 | 84  | +65 | 8  |
| 3   | Inghilterra | 5 | 3 | 0 | 2 | 119 | 115 | +4  | 6  |
| 4   | Italia      | 5 | 2 | 0 | 3 | 94  | 147 | −53 | 4  |
| 5   | Galles      | 5 | 1 | 0 | 4 | 86  | 113 | −27 | 2  |
| 6   | Scozia      | 5 | 1 | 0 | 4 | 95  | 153 | −58 | 2  |